# 審査員長・松本人志
『審査員長・松本人志』（しんさいんちょう・まつもとひとし）は、TBS系列で放送されていた特別番組である。松本人志（ダウンタウン）の冠番組。

## 概要
審査員長を務める松本と、MCの若林正恭（オードリー）が初タッグ。
これまで各所で扱われてこなかったような題材のコンテストを開催し、出品作に松本を始めとする審査員が投票。優勝者に特製の「まつもトロフィー」を贈呈する。
2020年9月5日に第1弾、2021年1月2日には新春特番として第2弾が放送され、同年4月28日には初のゴールデンでの放送となる第3弾が放送。。

## 放送日
| 回 | 放送日        | 放送時間（JST）     | 放送枠               | 備考                                    |
| -- | ------------- | ------------------- | -------------------- | --------------------------------------- |
| 1  | 2020年9月5日  | 土曜 14:00 - 14:54  | 土曜☆ブレイク        |                                         |
| 2  | 2021年1月2日  | 土曜 23:30 - 翌0:30 |                      |                                         |
| 3  | 2021年4月28日 | 水曜 21:00 - 22:57  | 地球を笑顔にするWEEK | - 宮崎放送のみ21:57からの短縮版を放送。 |
| 4  | 2022年6月11日 | 土曜 18:51 - 21:00  |                      |                                         |

## 出演者
MC
- 若林正恭（オードリー）

審査員長
- 松本人志（ダウンタウン）

ゲスト審査員
- 劇団ひとり（*1、*2、*3）
- くっきー!（野性爆弾、*1）
- みちょぱ（*1）
- ウエンツ瑛士（*2）
- 山崎弘也（アンタッチャブル、*2）
- 滝沢カレン（*2）
- 山之内すず（*2）
- 朝日奈央（*3）
- IKKO（*3）
- 木村佳乃（*3）
- 朝日奈央（*3）
- 野田クリスタル（マヂカルラブリー、*3）
- フワちゃん（*3）

## ルール
まだ扱われたことがないジャンルにおける様々な賞レースを開催。審査員が実際に体験し1番良かったものに1人1票投じるが、松本は審査員長として2票持って審査に臨む。最も票を集めた挑戦者が優勝となり、番組特製の「まつもトロフィー」が授与される。

## ネット局
第1回
第2回
ゴールデンタイム版
| 放送対象地域   | 放送局                    | 系列    | 放送時間（JST）                  | ネット状況                  | 備考・脚注 |
| -------------- | ------------------------- | ------- | -------------------------------- | --------------------------- | ---------- |
| 関東広域圏     | TBSテレビ（TBS）          | TBS系列 | 2021年4月28日 水曜 21:00 - 22:57 | 同時フルネット              | 【制作局】 |
| 北海道         | 北海道放送（HBC）         | TBS系列 | 2021年4月28日 水曜 21:00 - 22:57 | 同時フルネット              |            |
| 青森県         | 青森テレビ（ATV）         | TBS系列 | 2021年4月28日 水曜 21:00 - 22:57 | 同時フルネット              |            |
| 岩手県         | IBC岩手放送（IBC）        | TBS系列 | 2021年4月28日 水曜 21:00 - 22:57 | 同時フルネット              |            |
| 宮城県         | 東北放送（TBC）           | TBS系列 | 2021年4月28日 水曜 21:00 - 22:57 | 同時フルネット              |            |
| 山形県         | テレビユー山形（TUY）     | TBS系列 | 2021年4月28日 水曜 21:00 - 22:57 | 同時フルネット              |            |
| 福島県         | テレビユー福島（TUF）     | TBS系列 | 2021年4月28日 水曜 21:00 - 22:57 | 同時フルネット              |            |
| 山梨県         | テレビ山梨（UTY）         | TBS系列 | 2021年4月28日 水曜 21:00 - 22:57 | 同時フルネット              |            |
| 長野県         | 信越放送（SBC）           | TBS系列 | 2021年4月28日 水曜 21:00 - 22:57 | 同時フルネット              |            |
| 新潟県         | 新潟放送（BSN）           | TBS系列 | 2021年4月28日 水曜 21:00 - 22:57 | 同時フルネット              |            |
| 静岡県         | 静岡放送（SBS）           | TBS系列 | 2021年4月28日 水曜 21:00 - 22:57 | 同時フルネット              |            |
| 富山県         | チューリップテレビ（TUT） | TBS系列 | 2021年4月28日 水曜 21:00 - 22:57 | 同時フルネット              |            |
| 石川県         | 北陸放送（MRO）           | TBS系列 | 2021年4月28日 水曜 21:00 - 22:57 | 同時フルネット              |            |
| 中京広域圏     | CBCテレビ（CBC）          | TBS系列 | 2021年4月28日 水曜 21:00 - 22:57 | 同時フルネット              |            |
| 近畿広域圏     | 毎日放送（MBS）           | TBS系列 | 2021年4月28日 水曜 21:00 - 22:57 | 同時フルネット              |            |
| 鳥取県・島根県 | 山陰放送（BSS）           | TBS系列 | 2021年4月28日 水曜 21:00 - 22:57 | 同時フルネット              |            |
| 岡山県・香川県 | RSK山陽放送（RSK）        | TBS系列 | 2021年4月28日 水曜 21:00 - 22:57 | 同時フルネット              |            |
| 広島県         | 中国放送（RCC）           | TBS系列 | 2021年4月28日 水曜 21:00 - 22:57 | 同時フルネット              |            |
| 山口県         | テレビ山口（tys）         | TBS系列 | 2021年4月28日 水曜 21:00 - 22:57 | 同時フルネット              |            |
| 愛媛県         | あいテレビ（ITV）         | TBS系列 | 2021年4月28日 水曜 21:00 - 22:57 | 同時フルネット              |            |
| 高知県         | テレビ高知（KUTV）        | TBS系列 | 2021年4月28日 水曜 21:00 - 22:57 | 同時フルネット              |            |
| 福岡県         | RKB毎日放送（RKB）        | TBS系列 | 2021年4月28日 水曜 21:00 - 22:57 | 同時フルネット              |            |
| 長崎県         | 長崎放送（NBC）           | TBS系列 | 2021年4月28日 水曜 21:00 - 22:57 | 同時フルネット              |            |
| 熊本県         | 熊本放送（RKK）           | TBS系列 | 2021年4月28日 水曜 21:00 - 22:57 | 同時フルネット              |            |
| 大分県         | 大分放送（OBS）           | TBS系列 | 2021年4月28日 水曜 21:00 - 22:57 | 同時フルネット              |            |
| 鹿児島県       | 南日本放送（MBC）         | TBS系列 | 2021年4月28日 水曜 21:00 - 22:57 | 同時フルネット              |            |
| 沖縄県         | 琉球放送（RBC）           | TBS系列 | 2021年4月28日 水曜 21:00 - 22:57 | 同時フルネット              |            |
| 宮崎県         | 宮崎放送（MRT）           | TBS系列 | 2021年4月28日 水曜 21:57 - 22:57 | 同時ネット（21:57飛び乗り） | [ 6 ]      |

## スタッフ
- ナレーター：木村昴、有元さくら子
- 構成：堀江B面、デーブ八坂、片岡正徳
- TM：森和哉
- TD：中村年正
- VE：宮本民雄（*4）
- CAM：廣岡達之
- 音声：宇野仁美
- 照明：渋谷康治
- 美術プロデューサー：杉山智之（*4、*1-3は美術制作）
- 美術デザイナー：佐藤風太
- 装置：正代俊明
- 操作：冨千優
- 電飾：森田光俊
- 装飾：川原栄一
- アクリル装飾：渡邊卓也
- メイク：三田彩聖（*1,4）
- CGプロデューサー：八木真一郎
- バーチャルCG：岩屋朝仁
- CG：榛葉大介
- リサーチ：ジーワン 田中奈緒、平野萌々香（田中・平野→*3-）、Dave Longo（*4）
- 編集：高橋雄人
- MA：新田領（*1,3-）
- 音効：星裕介
- TK：伊藤佳加
- 技術協力：スウィッシュ・ジャパン
- 写真提供：Getty Images、PIXTA（共に*4）
- 編成：柳沢光一郎（*4）
- 宣伝：林遼二、豊岡聡美（共に*4）
- 担当プロデューサー：樋江井彰敏（*4）
- 配信：石橋芙美（*4）
- デスク：渡辺香織（*4）
- AD：伊東温佳、柴田健介、沖野晃良、朝永新菜、泉智尋、伊東実紅（共に*4）
- キャスティングP：新貝元章
- AP：宮里良子
- ディレクター：戸田悠貴（BERMUDA）、池田哲也（ステイ）、久野公嗣、貝瀬鉄矢、鈴木顕尚（戸田→*3-、池田→*1,3-、貝瀬→*2-、鈴木→*4）
- 総合演出：田村裕之（*2-、*1は演出）
- プロデューサー：田村恵里（*2-）
- 制作プロデューサー：坂本義幸（*4、*1はプロデューサー、*2,3はチーフプロデューサー）
- 制作：TBSテレビコンテンツ制作局バラエティ制作1部
- 製作著作：TBS

### 過去のスタッフ
- 構成：飯塚大悟／興津豪乃（共に*1-3）
- VE：木野内洋（*1）、三上茉梨（*2）、久保澤知史（*3）
- 美術プロデューサー：桝本瑠璃（*1-3）
- 美術制作：中川美奈（*1）
- 建具：大崎健一（*1）
- アクリル装飾：磯田恵美（*1）
- メイク：遠藤敏子（*2,3）
- アバターCG：前川恭平、竹内美恵（共に*2）
- リサーチ：小泉暁（ジーワン、*1,2）、那和勇士、森山航也（共にワンバイワンプラス、*1）、田村沙紀（フォーミュレーション、*2）
- MA：清水佑莉（*2）
- TK：五味真琴（*1,2）
- 技術協力：JUNESEP（*1,2）
- 宣伝：眞鍋武、多賀名千尋（共に*1）、小山陽介、筒井理恵（共に*2）、中島聡（*3）、星奈津美（*1-3）
- 編成：上田淳也（*1）、高市廉（*2,3）
- デスク：松崎由美（*1-3）
- AD：穴井里加子、飯島歩美、大城未希、木村琢人、池田怜平、小林大起、福島健太朗（共に*1）、山崎遥加（*1-3）、須藤亮佑（*2）、杉山渉（*2,3）、池田竜斗、中岡恵、今泉里香（共に*3）
- AP：古舘由美子（*2,3）、澤田和平（*3）
- MP：渡辺英樹（*1）
- ディレクター：香西康位、小林悦子、及能貴之（共に*1）、瀬津巧（*2）、水口健司（シオプロ、*1-3）、楠田健太（ガスコイン・カンパニー）／村中良輔（FAT TRUNK）（村中・楠田→*2,3）
- 協力プロデューサー：宮崎陽央（*3）